# Grupo Molejo (álbum)
Grupo Molejo é um álbum de estúdio do grupo de pagode Molejo. É o primeiro CD do grupo. Foi lançado em 1994 pela gravadora Continental East West (atual Warner Music) e certificado com disco de ouro pela ABPD com mais de 100 mil cópias vendidas. "Caçamba", "Doidinha Por Meu Samba", "Pensamento Verde" e "Brincando De Samba De Roda" são as principais músicas do CD, além de serem muito populares.

## Faixas
| N.º            | Título                       | Compositor(es)                                                | Duração |  |
| 1.             | "Caçamba"                    | Éfson / Odibar                                                | 3:41    |  |
| 2.             | "Em Busca da Felicidade"     | Anderson Leonardo / Betinho / Gilmar PQD / Gerson do Pandeiro | 4:10    |  |
| 3.             | "Doidinha Por Meu Samba"     | Lourenço / Franco                                             | 3:05    |  |
| 4.             | "Pensamento Verde"           | Roberto Manzoni                                               | 2:59    |  |
| 5.             | "Vem Mais"                   | César Rodrigues / Ricardo Peres / Moisés                      | 3:41    |  |
| 6.             | "Pagode É"                   | Lourenço                                                      | 4:27    |  |
| 7.             | "Gosto de Chocolate"         | Marley / Marques                                              | 3:42    |  |
| 8.             | "Estou Lhe Esperando"        | Jairo Barbosa                                                 | 4:08    |  |
| 9.             | "Isso é Que é Amor"          | Lourenço / Lane Ferreira                                      | 3:27    |  |
| 10.            | "Aquela Imagem"              | Riko Dorilêo / Marquinhos China                               | 3:36    |  |
| 11.            | "Brincando de Samba de Roda" | Arlindo Cruz / Franco                                         | 3:00    |  |
| 12.            | "Estação das Águas"          | Arlindo Cruz / Acyr Marques / Jorge David                     | 4:02    |  |
| 13.            | "Delirando de Prazer"        | Jairo Barbosa / Roberto Serrão                                | 4:01    |  |
| 14.            | "É Demais"                   | Beto Correa / Lucio Curvelo                                   | 3:31    |  |
| Duração total: | Duração total:               | Duração total:                                                | 51:30   |  |

## Certificações
| Brasil (ABPD)                             | Ouro | 1994 | 100.000* |
| *número de vendas baseado na certificação |      |      |          |